# Izydor Stangenhaus
Izydor Stangenhaus (ur. 16 maja 1875 w Sanoku, zm. 1926) – farmaceuta, aptekarz, wojskowy.

## Życiorys
Izydor Stangenhaus urodził się 16 maja 1875 w Sanoku. Pochodził z rodziny żydowskiej, był synem Józefa Stangenhausa (lekarz chirurg w szpitalu powszechnym w Sanoku) i Adeli. Jego rodzeństwem byli: Aleksandra (Eliasza) (ur. 1870, lekarz), Emilia (ur. 1873, nauczycielka muzyki we Lwowie), Maksymilian (ur. 1885, inżynier, wojskowy).
Uczył się w C. K. Gimnazjum w Sanoku, gdzie w 1893 ukończył VI klasę. Studiował na Uniwersytecie Jagiellońskim. Będąc farmaceutą uchwałą Rady Miejskiej w Sanoku z początku 1896 został uznany przynależnym do gminy Sanok. Był członkiem Galicyjskiego Towarzystwa Farmaceutycznego „Unitas”.
Po ukończeniu jednorocznej służby w C. K. Armii został mianowany akcesistą medykamentowym w rezerwie służby aptekarskiej i przydzielony do apteki szpitala garnizonowego nr 3 w Przemyślu (dotychczas był w oddziale sanitarnym nr 1). W kolejnych latach do 1906 pozostawał w rezerwie armii. Został przeniesiony do C. K. Obrony Krajowej, zweryfikowany w stopniu akcesisty medykamentowego z dniem 1 listopada 1899 i od końca grudnia 1906 był przydzielony do 18 pułku piechoty w Przemyślu. Na początku stycznia 1913 ogłoszono jego zwolnienie z 18 pułku piechoty.
Podczas I wojny światowej w grudniu 1914 jako akcesista otrzymał od wyższego komanda armii pochwalne uznanie za wyśmienitą służbę. W maju 1915 został mianowany oficjałem medykamentowym w rezerwie obrony krajowej z dniem 1 maja 1915. W 1915 był na liście jeńców wojennych w Przemyślu.
Zmarł w 1926. Był żonaty z Helene z domu Fleischer (1882-1972). Jego dziećmi byli synowie-bliźniacy Joseph (1909-1982) i Ernst (1909-2002) oraz córka Lotte (1908-1989). Wszyscy żyli w Brazylii.

## Odznaczenia
austro-węgierskie
- Złoty Krzyż Zasługi z koroną na wstążce Medalu Waleczności z mieczami (1918)[45][46]
- Brązowy Medal Jubileuszowy Pamiątkowy dla Sił Zbrojnych i Żandarmerii (przed 1900)[23]